# كات سادلر
كات سادلر (بالإنجليزية: Catt Sadler)‏ هي صحفية أمريكية ولدت في يوم 24 أغسطس 1974 في بلدة مارتينسفيل في إنديانا. عملت في عدة صحف وقنوات مثل إي نيوز وقناة E! ولوس أنجلوس تايمز.